# Scytonotus granulatus
Scytonotus granulatus är en mångfotingart som först beskrevs av Thomas Say 1821.  Scytonotus granulatus ingår i släktet Scytonotus och familjen plattdubbelfotingar. Inga underarter finns listade i Catalogue of Life.